# Hacsó
Hacsó (1899-ig Hacsava,szlovákul: Hačava) Nyustya városrésze 1971 óta, korábban önálló község Szlovákiában, a Besztercebányai kerület Rimaszombati járásában.

## Fekvése
Nyustya központjától 5 km-re északra, 335 m magasan, a Rima bal partján fekszik.
Hacsó egyike a Nyustyát alkotó négy kataszteri területnek, területe 9,4083 km².

## Története
A település a 15. század elején tűnik fel az írott forrásokban.
A 18. század végén Vályi András így ír róla: „HACSAVA. Tót falu Hont Várm., földes Ura B. Kemény, G. Berényi, B. Sághy Uraságok, lakosai leg inkább evangelikusok, fekszik Rima víze mellett, közel Fűrészhez, mellynek filiája, épűletre való fája tsekély, legelője szoross, réttyei kevesek, földgye sovány, fa tányérok, és mozsároknak készítésekből élnek, mellyeket az alföldre szoktak le hordani.”
Fényes Elek geográfiai szótárában eképpen ír a községről: „Hacsava, tót falu, Gömör és Kis-Hont egyesült vgyékben, Pila és Nustya közt: 16 kath., 227 evang. lak., kik sok fatálat, mozsarat, kanalat, kulacsot, s m. i. faedényeket készitenek. Határa hegyes és sovány. F. u. többen. Ut. p. Rimaszombat.”
Borovszky monográfiasorozatának Gömör-Kishont vármegyét tárgyaló része szerint: „Hacsav, rimavölgyi tót kisközség, 61 házzal és 340 ág. h. ev. lakossal. Régi birtokosai nem ismeretesek. A Ferdinánd és Szapolyay alatti villongások alatt két ízben felgyújtották a községet. A XVIII. században Hancsava néven találjuk említve. Ez időben a községben fűrészmalom volt, a lakosok nagy része pedig a nyerges mesterséget űzte. A falu határában van a magnesitpörkölő részvénytársaság magnesitgyára. Ág. h. ev. temploma 1816-ban épült. Postája, távírója és vasúti állomása Nyustya.”
A trianoni diktátumig Gömör-Kishont vármegye Rimaszombati járásához tartozott.
1971-ben csatolták Nyustyához.

## Népessége
1910-ben 577-en, többségében szlovákok lakták, jelentős magyar kisebbséggel.
1921-ben a 9,48 km²-es területű községnek 493 lakosa volt, ebből 446 szlovák és 30 magyar nemzetiségű; 149 római katolikus, 334 pedig evangélikus vallású.

## Nevezetességei
- Evangélikus temploma 1816-ban épült klasszicista stílusban.
- Területén magnezitbánya működik.